# Lärchen-Scheckenrüssler

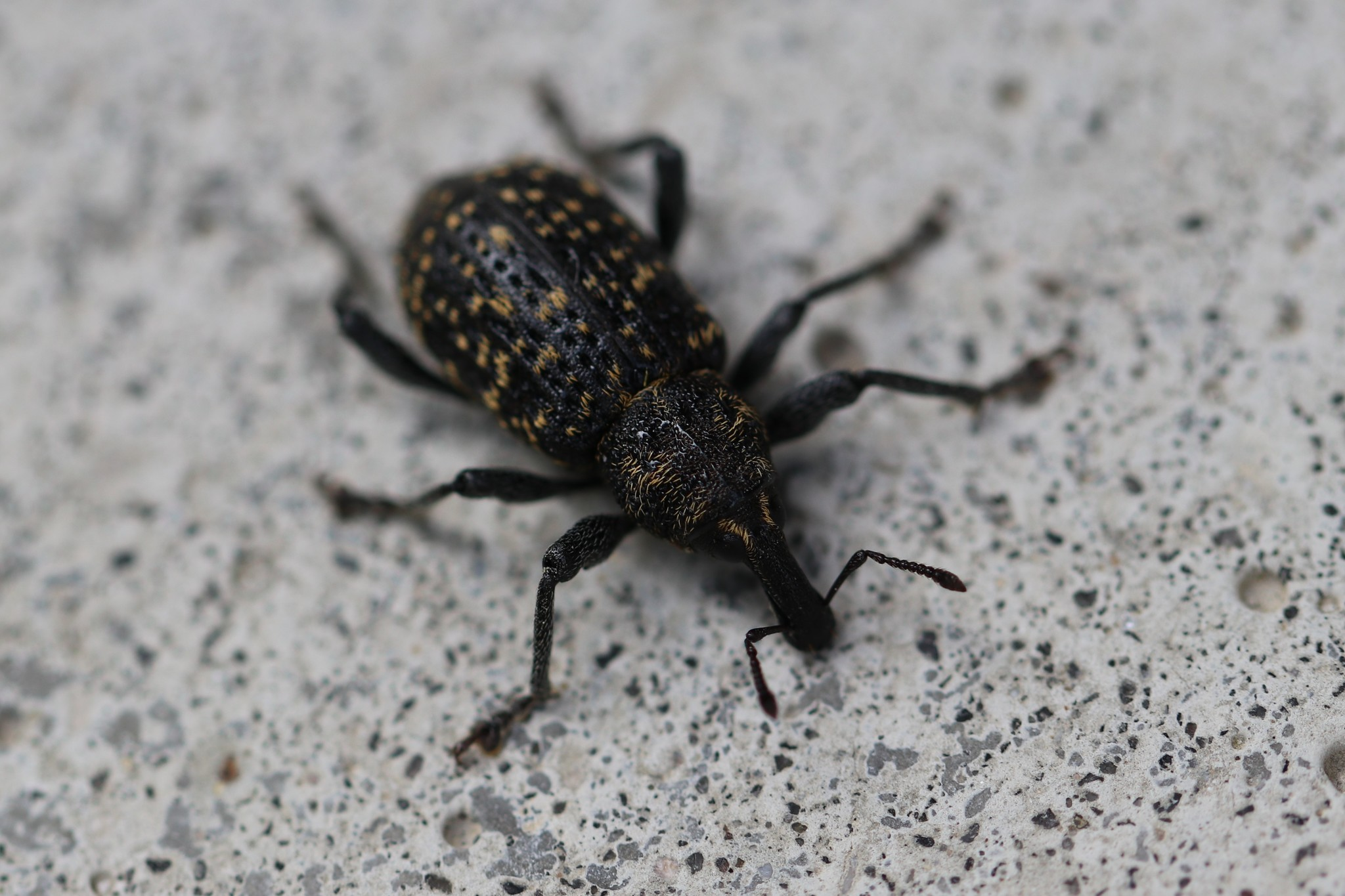

Der Lärchen-Scheckenrüssler (Hylobius excavatus, Syn. Hylobius piceus) ist eine Art der Rüsselkäfer und von Mittel- und Nordeuropa bis Sibirien verbreitet.

## Merkmale
Die Körperlänge beträgt 12–17 mm. Damit gehört die Art zu den größten Rüsselkäfern Mitteleuropas.
Die Färbung ist schwarz, mit zahlreichen lockeren und unregelmäßigen gelben Schuppenflecken auf der Oberseite. Das Pronotum ist uneben und weist beiderseits des Mittelkiels tiefe Einbuchtungen auf. Das Scutellum ist fein, vereinzelt punktiert, glänzend und fast kahl. Der Schenkelzahn ist klein und gelegentlich verkümmert, ein Merkmal der Untergattung Hylobius sensu stricto (=Hypomolyx). Die Elytren besitzen grobe Punktstreifen, die teilweise so breit sind wie die Zwischenräume.

### Ähnliche Arten
In Färbung und Größe ähnelt er besonders Liparus glabrirostris (Großer Pestwurzrüssler). Weitere ähnliche Arten sind Hylobius transversovittatus, Hylobius abietis (Fichtenrüssler) und Hylobius pinastri. Sie unterscheiden sich durch ein gleichmäßig gewölbtes Pronotum, das keine groben Vertiefungen auf der Scheibe aufweist, ein deutlich punktiertes Scutellum, das behaart oder beschuppt ist, und kräftig und spitzig gezähnte Femora. Durch das letztgenannte Merkmal werden sie in die Untergattung Callinus gestellt. Ihre Schuppenflecken der Oberseite sind meist weniger zahlreich ausgeprägt, auf den Elytren zum Teil in schmalen, queren Binden gereiht und weitgehend symmetrisch angeordnet. Auch erreichen sie nur Längen von 6,2–13 mm. In Griechenland kommt noch Hylobius alpheus vor, der 17–25 mm lang wird, auch zur Untergattung Callobius gehört und geographisch von H. excavatus isoliert ist.
In Sibirien können noch weitere Verwechslungsarten auftreten, wie Hylobius sedakovi.

## Verbreitung
Das Verbreitungsgebiet reicht von Mittel- und Nordeuropa über Sibirien bis an den Pazifischen Ozean in Russland. In Mitteleuropa kommt die Art vor allem in den Alpen vor und erreicht hier auch Frankreich im Westen. Nördlich bis nordöstlich der Alpen ist die Art verstreut auch in Mittel- bis Osteuropa zu finden, hier aber etwas seltener. Vor allem aus Tschechien und angrenzenden Regionen sind jedoch Vorkommen bekannt. In den Karpaten kommt die Art südöstlich bis in die Ukraine und nach Rumänien vor. In Nordeuropa ist sie wieder häufiger und kommt hier in nahezu ganz Fennoskandinavien und Estland vor, mit einem Schwerpunkt in Finnland. Weiter östlich sind Vorkommen aus Sibirien bekannt, nach Süden hin auch bis in die Mongolei.
In Deutschland liegen die meisten Funde aus den Alpen in Bayern, dem Bayerischen Wald und dem Südosten Sachsens vor. Vereinzelte Funde gibt es auch aus dem Harz, Spessart und Taunus.

## Lebensraum
In Mitteleuropa lebt die Art in montanen bis subalpinen Gebieten und hier vor allem in Lärchenwäldern. Sie ist im Allgemeinen nicht häufig.

## Lebensweise
Vorkommen
Die Art lebt meist auf der Europäischen Lärche (Larix decidua), von der sich die Käfer auch ernähren. Auch andere Larix-Arten kommen als Wirtspflanze in Frage, im östlichen Teil des Verbreitungsgebiets zum Beispiel die Dahurische Lärche (Larix gmelinii).
Phänologie
Die Imagines von Hylobius excavatus sind meist von Mai bis Juli zu finden, teilweise aber auch schon im März oder noch im Oktober.

## Taxonomie
Die Art wurde 1781 von Johann Nepomuk von Laicharting als Curculio excavatus erstbeschrieben. Weitere Synonyme lauten:
- Curculio confusus Paykull, 1792
- Curculio inaccessus Schrank, 1789
- Curculio picatus Olivier, 1791
- Curculio picatus Gmelin, 1790
- Curculio piceus DeGeer, 1775
- Curculio pineti Fabricius, 1792
- Hylobius confusus (Paykull, 1792)
- Hylobius piceus (DeGeer, 1775)
- Hylobius piceus E.Reitter, 1891
- Hylobius pineti (Fabricius, 1792)
- Hypomolyx piceus (DeGeer, 1775).
- Liparus confusus (Paykull, 1792)
- Liparus pineti (Fabricius, 1792)
- Rhynchaenus confusus (Paykull, 1792)
- Rhynchaenus pineti (Fabricius, 1792)

Vor allem das Synonym Hylobius piceus ist auch in modernerer Literatur noch öfters zu finden.
Innerhalb der Gattung Hylobius gehört H. excavatus zur Untergattung Hylobius s. str. (=Hypomolyx Leconte).